# Stefano Rastrelli
Stefano Rastrelli (* 10. April 1934 in Livorno; † 8. Dezember 2020 in Rom) war ein italienischer Diplomat.

## Leben
Am 15. März 1960 schloss er ein Studium der Rechtswissenschaft an der Universität Pisa ab.
Er trat am 12. Januar 1963 in den auswärtigen Dienst und war vom 1. April 1963 an in der Abteilung 2 (Konsularisches) beschäftigt, wo er am 12. Januar 1964 zum Hilfsarbeiter zweiter Klasse und am 15. März 1965 zum Hilfsarbeiter erster Klasse ernannt wurde.
Ab 1. Oktober 1965 war er der Botschaft in Bagdad attachiert, wo er am 18. Februar 1967 per Dekret 430 von 1967 zum Gesandtschaftssekretär dritter Klasse und am 21. Dezember 1967 zum Gesandtschaftssekretär zweiter Klasse ernannt wurde.
In Bern war er ab dem 25. Juli 1968 Gesandtschaftssekretär zweiter Klasse, bis er am 8. Mai 1969 zum Gesandtschaftssekretär erster Klasse ernannt wurde. Vom 1. März 1972 an war er erneut in der Abteilung 2 beschäftigt. Zwischen dem 1. November 1973 und dem 31. Oktober 1974 dozierte er am Diplomatischen Institut und daran anschließend war er vom 1. November 1974 bis zum 1. Januar 1979 Gesandtschaftsrat in Moskau. In selber Position war er vom 5. Januar 1979 bis zum 9. April 1984 in Stockholm tätig, wo er am 1. Januar 1980 zum Gesandtschaftsrat erster Klasse ernannt wurde und in Folge des Ablebens des Botschafters Mario Prunas, das Istituto italiano di cultura di Stoccolma in der Funktion des Geschäftsträgers begleitete.
Vom 9. April 1984 bis 5. Juni 1988 leitete er die Abteilung 12 und wurde am 21. November 1986 Ministre plénipotentiaire zweiter Klasse ernannt.
Darauf folgend war er vom 5. Juni 1988 bis 24. Juni 1994 Botschafter in Lagos (Nigeria) und zeitgleich in Porto-Novo (Benin) als Botschafter akkreditiert.
Zwischen dem 24. Juni 1994 und dem 29. Oktober 1996 war er Botschafter in Sofia, und vom 29. Oktober 1996 bis 31. Oktober 1996 war er Vortragender Legationsrat beim Generaldirektor für Wirtschaft. Anschließend leitete er vom 31. Oktober 1996 bis zum 1. April 1999 die Unità per le autorizzazioni dei materiali d'armamento (UAMA Kriegswaffenexportagentur) und daraufhin abermals vom 1. April 1999 bis zum 15. Mai 1999 Vortragender Legationsrat beim Generaldirektor für Wirtschaft.
Als Botschafter in Maputo und zeitgleich auch in Mbabane in Swasiland war er zwischen dem 15. Mai 1999 bis 24. März 2000 akkreditiert. Per Dekret Nr. 85/2000 vom 24. März 2000 wurde er in den Ruhestand versetzt.
Er starb am 8. Dezember 2020 in Rom an den Folgen einer COVID-19-Erkrankung.
| Vorgänger                         | Amt                                             | Nachfolger        |
| --------------------------------- | ----------------------------------------------- | ----------------- |
| Mario Prunas                      | Italienischer Geschäftsträger in Stockholm 1984 | Antonio Cianapico |
| Livio Muzi Falconi                | Italienischer Botschafter in Dakar 1988–1994    | Umberto Plaja     |
| Agostino Mathis                   | Italienischer Botschafter in Sofia 1994–1996    | Tommaso Troise    |
| 1989: Manfredo Incisa di Camerana | Italienischer Botschafter in Maputo 1999–2000   | Roberto Vellano   |